# Lietuvos rytas
Lietuvos rytas (pol. „Litewski Poranek”) – największy pod względem nakładu dziennik ukazujący się na Litwie od 1990 roku.
Gazeta znalazła się w kioskach po raz pierwszy 1 stycznia 1990 roku jako bezpośrednia kontynuatorka „Komjaunimo tiesa” – litewskiej wersji Prawdy Komsomolskiej.